# Регнув (гміна)
Гміна Регнув (пол. Gmina Regnów) — сільська гміна у центральній Польщі. Належить до Равського повіту Лодзинського воєводства.
Станом на 31 грудня 2011 у гміні проживало 1871 особа.

## Площа
Згідно з даними за 2007 рік площа гміни становила 45.58 км², у тому числі:
- орні землі: 90.00%
- ліси: 5.00%

Таким чином, площа гміни становить 7.05% площі повіту.

## Населення
Станом на 31 грудня 2011:
| Опис     | Загалом | Загалом | Чоловіки | Чоловіки | Жінки | Жінки |
| -------- | ------- | ------- | -------- | -------- | ----- | ----- |
| одиниця  | осіб    | %       | осіб     | %        | осіб  | %     |
| все      | 1871    | 100     | 948      | 50.67    | 923   | 49.33 |
| міське   | 0       | 100     | 0        |          | 0     |       |
| сільське | 1871    | 100     | 948      | 50.67    | 923   | 49.33 |

## Сусідні гміни
Гміна Регнув межує з такими гмінами: Біла-Равська, Рава-Мазовецька, Садковіце, Цельондз.